# Oskar Haaf
Oskar Richard Haaf (* 28. September 1905 in Freudenstadt; † unbekannt) war ein deutscher Rundfunkpionier. In der Nachkriegszeit war er Leiter der Abteilung Unterhaltung des Südwestfunks. Haaf wurde im Rahmen von Zeugen des Jahrhunderts interviewt.

## Werke
- Im Schwabenland. Band 1: Entdeckungsreisen zwischen Schwarzwald und Tauber. 1977.
- Im Schwabenland. Band 2: Entdeckungsreisen zwischen Bodensee und Ries. 1977.
- Beim Gongschlag I. Meine Leidenschaft war der Rundfunk. 1986.
- Beim Gongschlag II. Mein Steckenpferd blieb der Hörfunk. Begegnungen – Ereignisse – Erlebnisse. 1986.